# Okres utajenia
Okres utajenia – czas pomiędzy interakcją substancji chemicznej z organizmem a wystąpieniem objawów będących konsekwencją działania tej substancji.
Okres utajenia może być bardzo krótki lub trwać wiele lat, np. tlenek etylenu w przypadku interakcji z organizmem człowieka może wywołać białaczkę po upływie 9 do 20 lat.

## Użycie zwrotu
Nazwa okres utajenia może być stosowana tak w odniesieniu do tematyki chemicznej, jak i biologicznej (wirusy, bakterie itp.), jednakże w przypadku drugiej opcji bardziej powszechne jest używanie zwrotu okres wylęgania.